# Квидзински окръг
Квидзински окръг (на полски: Powiat kwidzyński) е окръг в Северна Полша, Поморско войводство. Заема площ от 834,70 км2. Административен център е град Квидзин.

## География
Окръгът се намира в историческата област Помезания (Малборска земя). Разположен е югоизточната част на войводството.

## Население
Населението на окръга възлиза на 83 734 души (2012 г.). Гъстотата е 100 души/км2.

## Административно деление
Административно окръгът е разделен на 6 общини.
Градска община:
- Квидзин

Градско-селска община:
- Община Прабути

Селски общини:
- Община Гардея
- Община Квидзин
- Община Рийево
- Община Садлинки

## Фотогалерия
- Квидзин
- Прабути
- Гардея
- Садлинки